# Дитя зірок
Дитя зірок (англ. Starchild) — науково-фантастичний роман американських письменників Фредеріка Пола та Джека Вільямсона, вперше опублікований 1965 року.
Роман є другим з трилогії «Дитя зірок».

## Зміст
Дія розгортається через декілька років після подій першого роману.
Стів Райленд переконав Машину побудувати ще одну Машину і відправити її на гігантському космічному кораблі «Співдружність» у «рифи космосу». Передбачалось, що вона працюватиме для «Плану Людини» з більшим ступенем свободи для поселенців «рифів». Однак корабель зник і Машина вирішила посилити кордон за Плутоном, щоб уникнути ризику для «Плану».
Серед поселенців «рифів» виникає релігія зірки Денеб (α Лебедя).
А таємнича група чи особа «Дитя Зірок» оголошує ультиматум Машині, погрожуючи погасити зірки, якщо люди не будуть звільнені від «Плану».
Машина надсилає шпигуна Боза Гана на прикордонну базу для виявлення зрадників.
Його викривають, і він потрапляє на «риф» до одного з перших поселенців Гарі Хіксона.
Той показує йому унікальні бактерії «рифів» фузорити, які генерують енергію нуклеосинтезом і утримують атмосферу в «рифах».
«Дитя Зірок» телепортує Боза в центральні приміщення Машини, де його схоплюють і визнають зрадником.
«Дитя Зірок» проводить попереджувальний напад піроподами на Головного Планувальника.
Машина відбирає Боза, як перед тим і його подружку Джулі, для навчання «машинної мови», щоб стати операторами, які напряму підключатимуться мозком до Машини для введення великих об'ємів даних.
Як і в попередньому романі, один із генералів обманює Машину і старається захопити керування нею.
Машина несподіванно пошкоджується, а Боз, Джулі і генерал отримують запрошення відвідати корабель «Співдружність» біля Меркурія. Там Машина 2 знешкоджує генерала і розповідає Бозу, що вона вирішила стати опонентом Машини 1, щоб покращити роботу «Плану».
Однак вона не знає про нову релігію і про «Дитя Зірок».
Тут з'являється Гарі Хіксон і показує своє завершене перетворення в надістоту створену організованою роботою фузоритів. Він починає перетворення Боза і натякає, що в системі Денеб вже давно відбулось щось подібне.